# Brejakovići
Brejakovići är ett samhälle i Bosnien och Hercegovina.   Det ligger i entiteten Republika Srpska, i den östra delen av landet, 40 km öster om huvudstaden Sarajevo. Brejakovići ligger 896 meter över havet och antalet invånare är 241.
Terrängen runt Brejakovići är kuperad åt nordväst, men åt sydost är den platt. Närmaste större samhälle är Sokolac, 2,0 km söder om Brejakovići. 
I omgivningarna runt Brejakovići växer i huvudsak blandskog. Runt Brejakovići är det ganska tätbefolkat, med 67 invånare per kvadratkilometer.